# Dork Tower

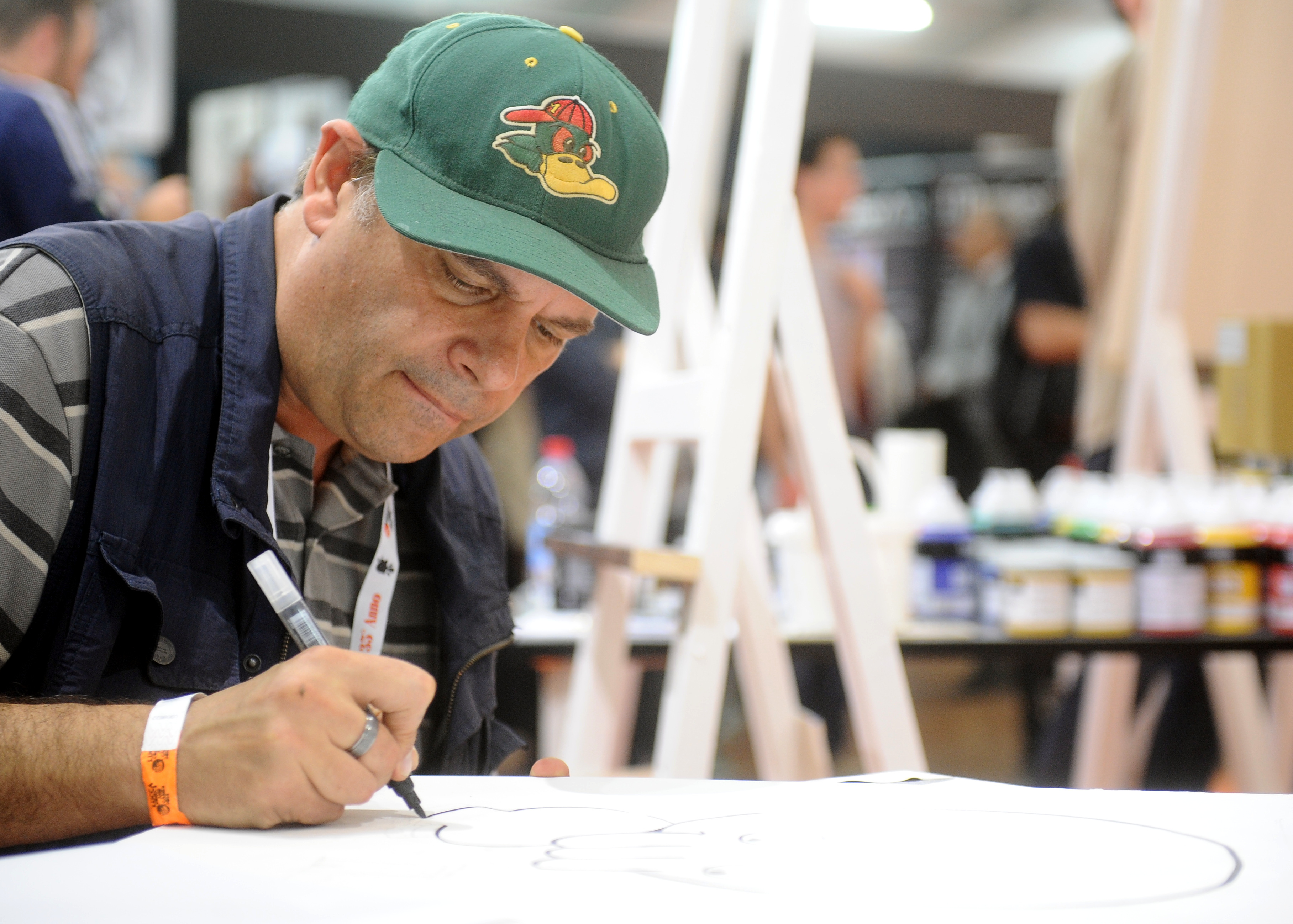
Der Autor John Kovalic beim Zeichnen (2014)

Dork Tower ist ein Webcomic des britisch-amerikanischen Zeichners John Kovalic. Der Comic spielt in der fiktiven Stadt Mud Bay, Wisconsin, und dreht sich um Charaktere, deren Hobbys im Fan- und Geek-Sektor angesiedelt sind. Sammelbände von Dork Tower wurden in Deutschland vom Verlag Feder & Schwert herausgegeben. Der Name basiert auf einem Dungeons & Dragons Abenteuer von Judges Guild mit dem Namen „Dark Tower“ und dessen Nachfolger „The Legendary Duck Tower“ von Paul Jaquays.

## Inhalt
Wiederkehrende Themen sind unter anderem Rollenspiele, LARP und Brettspiele, besonders Dungeons & Dragons bzw. d20, Comics, Sammelkartenspiele, Filme, Serien und Bücher aus den Bereichen Fantasy und Science-Fiction sowie Computerspiele und Spielkonsolen, besonders Sportspiele und PlayStation 2.
Neben zahlreichen kleineren Strips über diese Themen gibt es eine Rahmenhandlung, in deren Fokus die Beziehung zwischen Matt und Gilly steht.

## Charaktere
Matt McLimore ist die Hauptidentifikationsfigur der meisten Geschichten. Sein Lieblingsspiel ist Warhamster (eine Anspielung auf das Spiel Warhammer). Nach einem abgebrochenen Studium und Arbeit als Werbegrafiker ist er im Moment arbeitslos. In seiner Freizeit betätigt er sich als Zeichner für seinen Comic The Girl. In der Rollenspielrunde der Mud-Bay-Charaktere ist er der Spielleiter und plant große Kampagnen, die durch Igors Spielweise meistens ein rasches Ende finden. Matt ist mit Kayleigh zusammen, aber sie sind ein ungleiches Paar. Matt hat zwei Katzen.
Igor Olman ist ein Fanboy durch und durch. Er steigert sich in jedes Spiel und jeden Sammelwahn bis zur Selbstaufgabe hinein. Igors Lieblingsspiel ist Vampire, er spielt in der Rollenspielgruppe normalerweise einen Paladin. Er ist korpulent und hasst Kayleigh. Außerdem ist er das, was man im Allgemeinen als Munchkin bezeichnet. Er besitzt eine Rennmaus namens Wolfgang.
Ken Mills ist Softwareentwickler und der wohl seriöseste der chaotischen Truppe. Er mag Miniaturen. In der Rollenspielgruppe spielt er einen Kleriker. Im Moment ist er mit Sujata, der Mitbewohnerin Kayleighs, zusammen.
Carson ist eine Bisamratte. Er liebt Videospiele auf Konsolen, aber auch Computerspiele auf seinem Mac. Er durchläuft eine Vielzahl von Jobs, unter anderem arbeitete er in einem Internetcafé. Bei den Rollenspielen spielt er meistens einen Dieb.
Bill Blyden ist der Besitzer von Pegasaurus Games, dem örtlichen Spiele-Geschäft. Er ist somit die Quelle für jeglichen Geek-Wahn der Mud-Bay-Gemeinschaft.
Gilly Woods ist im Gothic-Sektor anzusiedeln, mag aber zur Schmach ihres Bruders Walden auch süße und fröhliche Dinge. Sie kennt Matt über Igor, der die beiden verkuppeln will.
Walden Woods ist Gillys Bruder und der Kopf der Gothic-Gemeinschaft in Mud Bay.
Kayleigh arbeitet als Journalistin in Mud Bay. Sie ist mit Matt zusammen, mit dem sie auf dem College und in der Grundschule war, teilt jedoch keines seiner Hobbys außer der Vorliebe für Buffy – Im Bann der Dämonen. Sie kommt aus gutem Hause und ist eher konservativ.
Sujata ist die Mitbewohnerin Kayleighs, die momentan mit Ken zusammen ist. Sie kennt Kayleigh, Matt und Igor schon seit der Grundschule.
Maxwell und seine Frau Claire sind fanatische Rollenspieler. Es ist nicht ganz klar, wie sie genau mit den anderen in Verbindung stehen. Ihr kleiner Sohn entwickelt sich auch zu einem begeisterten Spieler, wobei sich Generationenkonflikte ergeben (z. B. AD&D gegen D&D).

## Auszeichnungen
Der Comic gewann 2001, 2002 und 2003 mehrere Origins Awards, unter anderem für die beste spielebezogene regelmäßige Veröffentlichung und das beste spielebezogene fiktionale Werk.

## Belege
1. ↑  http://www.dorktower.com/about-dorktower/frequently-asked-questions/